# Tristan Tate
Tristan Tate (n. 15 iulie 1988, Chicago, Illinois, SUA) este un antreprenor, influencer și fost kickboxer americano-britanic, fratele mai mic al lui Andrew Tate.

## Biografie
Tristan Tate este al doilea dintre cei trei copii ai familiei, născut la un an și jumătate după fratele său mai mare, Andrew. Tatăl său, Emory Tate, a fost un jucător de șah afro-american, iar mama sa este originară din Regatul Unit. A petrecut cea mai mare parte a copilăriei în Luton, Anglia.
Ca fost kickboxer, s-a concentrat ulterior pe activitățile sale în social media. În 2011, a participat la cel de-al patrulea sezon al reality show-ului britanic Shipwrecked: The Island. Averea sa este estimată între 10 și 15 milioane de dolari americani.

## Viața personală
Tristan Tate a fost în centrul atenției în România datorită relației sale cu prezentatoarea TV și modelul Bianca Drăgușanu; relația lor s-a încheiat în 2018.

## Arestare și acuzații
La 29 decembrie 2022, Tristan și fratele său, Andrew, au fost arestați în urma unor suspiciuni de trafic de persoane, viol și crimă organizată, la ordinul Direcției de Investigare a Infracțiunilor de Criminalitate Organizată și Terorism (DIICOT) din România, în locuința lor din Voluntari, lângă București. Inițial, au fost reținuți pentru 30 de zile. Un tribunal românesc a prelungit detenția fraților pe 19 ianuarie 2023, până la 27 februarie 2023, în timp ce poliția continua ancheta. Detenția a fost prelungită de încă două ori, până când, pe 31 martie 2023, frații au fost plasați în arest la domiciliu, conform unei decizii a Curții de Apel. În iunie 2023, Tristan Tate, fratele său și două presupuse complice au fost acuzați de viol, trafic de persoane și constituirea unui grup infracțional organizat.
La 4 august 2023, Tristan și Andrew Tate au fost eliberați din arestul la domiciliu în așteptarea procesului.
În octombrie 2024, o instanță britanică a autorizat poliția din Devon și Cornwall să confiște peste 2,6 milioane de lire sterline de la frații Tate pentru a acoperi taxe neplătite, după ce s-a constatat că au fost implicați în evaziune fiscală deliberată.